# Gare d'Oberkorn
La gare d'Oberkorn est une gare ferroviaire luxembourgeoise de la ligne 6f, d'Esch-sur-Alzette à Pétange, située à Oberkorn section de la commune de Differdange, dans le canton d'Esch-sur-Alzette.
C'est une halte voyageurs de la Société nationale des chemins de fer luxembourgeois (CFL).

## Situation ferroviaire
Établie à 324 mètres d'altitude, la gare d'Oberkorn est située au point kilométrique (PK) 6,150 de la ligne 6f, d'Esch-sur-Alzette à Pétange, entre les gares de Differdange et de Belvaux-Soleuvre.

## Histoire
La station d'Oberkorn est mise en service par la Compagnie des chemins de fer Prince-Henri, lors de l'ouverture à l'exploitation la ligne d'Esch-sur-Alzette à Pétange le 1er août 1873.
L'ancien bâtiment voyageurs a été détruit le 25 février 1985.

## Service des voyageurs

### Accueil
Halte CFL, c'est un point d'arrêt non géré avec deux quais et deux abris. Elle est équipée d'un automate pour l'achat de titres de transport.
L'accès aux quais et la traversée des voies s'effectuent en passant par le passage à niveau de la rue de la Gare.

### Desserte
Oberkorn est desservie par des trains Regional-Express (RE) et Regionalbunn (RB) qui exécutent les relations suivantes, :
- Luxembourg - Rodange ;
- Troisvierges - Luxembourg - Rodange.

### Intermodalité
Un parking pour les véhicules (6 places) y est aménagés. La gare possède deux parkings à vélo sécurisés mBox de 32 places chacun, placés au nord et au sud de la gare. La gare est desservie par la ligne 3 du réseau communal Diffbus.